# Эфиопские ксерические луга и кустарниковые степи
Эфиопские ксерические луга и кустарниковые степи — экорегион, протянувшийся от юга провинции Красное Море Судана до территории Сомалиленда, а также захвативший архипелаг Дахлак, принадлежащий Эритрее. Статус сохранности экорегиона оценивается как уязвимый, его специальный код — AT1305.
Плотность населения в экорегионе обычно составляет менее 10 человек на 1 км², одной из доминирующих этнических групп являются кочевые скотоводы афары.

## Ландшафт
В основном высота над уровнем моря не превышает 800 м, хотя встречаются холмы и массивы высотой 1300 метров или впадины, лежащие более чем на 100 м ниже уровня моря, например Данакиль или озеро Асаль. Высота над уровнем моря обычно увеличивается к западу в сторону Эфиопского нагорья. Более высокие массивы, такие как Года или Мабла, считаются обособленными от региона. Он также сильно активен в тектоническом отношении и переживает много землетрясений, на его территории расположены действующие вулканы.

## Климат
Климат в регионе жаркий и сухий. Количество осадков низкое, среднегодовые значения колеблются от 100 до 200 мм, меньше всего осадков выпадает у побережья. Максимальная годовая температура в среднем составляет 30 °C, минимальная — от 21 °C до 24 °C.

## Флора и фауна
Вдоль побережья встречаются мангровые заросли, в основном вокруг вади, дальше вглубь суши растительность меняется на травянисто-кустарниковую степь. Такие виды, как Senegalia mellifera и Rhigozum somalense, в основном доминируют на базальтовых лавовых полях, виды Acacia tortilis и Balanites aegyptiaca можно найти на песчаных равнинах. Также широко распространена разновидность драконового дерева Dracaena ombet.
Среди животных обитают непарнокопытные: газель-доркас, горный дикдик, сомалийская газель, дикий осёл, также богато разнообразие рептилий: Hemidactylus arnoldi и Gerbillus acticola. Из птиц в основном обитает жаворонок лучника.

## Охрана региона
Статус экорегиона оценивается как уязвимый из-за деятельности человека, в основном угрозу представляет вырубка деревьев на топливо и древесину и чрезмерный выпас скота. Из-за охоты и продолжительной войны значительно сократилась популяция крупных видов млекопитающих. На территории экорегиона есть только одна охраняемая территория — заповедник Миле-Сердо в Эфиопии, предполагается создание ещё двух на полуострове Бури в Эритрее возле впадины Данакиль. Правительство Эритреи также ввело систему закрытия последних оставшихся участков естественной растительности по всей стране, что должно помочь сохранению региона.

## Провинции, полностью или частично расположенные в экорегионе
- Джибути: Али-Сабих, Арта, Джибути, Дикиль, Обок, Таджура;
- Сомали: Аудаль, Санаг, Северо-Западная провинция;
- Судан: Красное Море;
- Эритрея: Дэбуб-Кэй-Бахри, Сэмиэн-Кэй-Бахри;
- Эфиопия: Афар, Сомали.